# Le Rock du poulailler
 (février 2025).
Si vous disposez d'ouvrages ou d'articles de référence ou si vous connaissez des sites web de qualité traitant du thème abordé ici, merci de compléter l'article en donnant les références utiles à sa vérifiabilité et en les liant à la section « Notes et références ».
Pour plus de détails, voir Fiche technique et Distribution.
Le Rock du poulailler (Banty Raids) est un court métrage d'animation de la série Merrie Melodies réalisé par Robert McKimson qui met en scène Charlie le coq. Le court métrage a été diffusé pour la première fois le 29 juin 1963.

## Fiche technique
- Réalisation : Robert McKimson
- Scénario : Robert McKimson et Nick Bennion
- Production : Warner Bros. Cartoons
- Musique originale : William Lava
- Montage : Treg Brown
- Format : 35 mm, ratio 1.37 :1, couleur Technicolor, mono
- Durée : 6 minutes
- Pays de production :  États-Unis
- Langue : anglais
- Genre : animation
- Distribution : 
  - 1963 : Warner Bros. Pictures cinéma
  - 2010 : Warner Home Video DVD
- Date de sortie : 
  - États-Unis : 29 juin 1963

## Distribution
- Charlie le coq, George P. Dog et Banty Rooster
- VO par Mel Blanc (voix)